# Bình Liêu
Bình Liêu là một huyện miền núi thuộc tỉnh Quảng Ninh, Việt Nam.

## Địa lý

### Vị trí
Huyện Bình Liêu nằm ở phía bắc của tỉnh Quảng Ninh, nằm cách thành phố Hạ Long khoảng 103 km về phía đông bắc, cách trung tâm thủ đô Hà Nội khoảng 258 km, có vị trí địa lý:
- Phía đông giáp huyện Hải Hà và huyện Đầm Hà
- Phía tây và phía nam giáp huyện Tiên Yên
- Phía bắc giáp huyện Ninh Minh, thành phố Sùng Tả và thành phố Phòng Thành Cảng, khu tự trị Quảng Tây, Trung Quốc và huyện Đình Lập, tỉnh Lạng Sơn.

Bình Liêu là huyện miền núi ở cực bắc của tỉnh, (có toạ độ từ 21°27’ đến 21°39’ vĩ độ Bắc và từ 107°17’ đến 107°36’ kinh độ Đông), cách thành phố Hạ Long 108 km, cách thị trấn Tiên Yên 28 km; phía Bắc có 43,168 km đường biên giới với Trung Quốc, có Cửa khẩu Hoành Mô, xã Hoành Mô thông thương với Trung Quốc.

### Địa hình
Bình Liêu có cấu trúc địa hình đa dạng của miền núi cao thuộc cánh cung bình phong Đông Triều - Móng Cái; có một số đỉnh núi cao trên 1.000m so với mực nước biển như đỉnh Cao Ba Lanh (cao 1.113m), đỉnh Cao Xiêm (cao 1.472m). Trong tổng diện tích tự nhiên 47.510,5ha, diện tích đất nông nghiệp của huyện rất hẹp, khoảng 7.000ha, chiếm 15,6% tổng diện tích đất đai toàn huyện (trong đó, hơn 4.000ha là đồi cỏ có thể chăn thả đại gia súc, đất trồng lúa và hoa màu hơn 164ha chủ yếu là ruộng bậc thang trải dài theo các thung lũng, sườn dồi, bãi bồi ven sông); diện tích đất lâm nghiệp của Bình Liêu khoảng 34.683,78ha, chiếm 73% (trong đó, hơn 2.616,65ha là rừng tự nhiên, nhưng lâm sản nghèo kiệt do khai thác quá mức) phù hợp với trồng một số loại cây đặc sản như: hồi, quế, trẩu, sở; các loài cây lấy gỗ như: sa mộc, thông, keo và một số cây ăn quả.
Với điều kiện tự nhiên, khí hậu mát mẻ, trong lành, địa hình, cảnh quan thiên nhiên tươi đẹp và có cửa khẩu Hoành Mô; văn hóa dân tộc vẫn được bảo tồn và phát huy như nghệ thuật diễn xướng Then của dân tộc Tày, Hội Sóong Cọ của người Sán Chỉ, Lễ hội Đình Lục Nà,... là nguồn tài nguyên phong phú, điều kiện thuận lợi để huyện Bình Liêu phát triển du lịch văn hóa - lễ hội, du lịch sinh thái và du lịch nghỉ dưỡng gắn với các trung tâm du lịch lớn. Tuy nhiên, các điều kiện thuận lợi để phát triển du lịch mới ở dạng tiềm năng.
Bình Liêu có một số sông nhỏ và suối, tiêu biểu là sông Tiên Yên.

## Lịch sử
Huyện Bình Liêu được thành lập ngày 26 tháng 12 năm 1919 gồm 7 đơn vị hành chính cấp xã, ban đầu gồm 7 xã: Đồng Tâm, Đồng Văn, Hoành Mô, Húc Động, Lục Hồn, Tình Húc và Vô Ngại.
Ngày 25 tháng 12 năm 1950, sau chiến dịch Biên giới, huyện Bình Liêu hoàn toàn được giải phóng.
Tháng 10 năm 1963, tỉnh Hải Ninh sáp nhập với khu Hồng Quảng thành tỉnh Quảng Ninh, huyện Bình Liêu thuộc tỉnh Quảng Ninh.
Ngày 23 tháng 2 năm 1977, thành lập thị trấn Bình Liêu (thị trấn huyện lỵ huyện Bình Liêu).
Ngày 1 tháng 1 năm 2020, sáp nhập xã Tình Húc vào thị trấn Bình Liêu.
Huyện Bình Liêu có 1 thị trấn và 6 xã như hiện nay.

## Hành chính
Huyện Bình Liêu có 7 đơn vị hành chính cấp xã trực thuộc, bao gồm thị trấn Bình Liêu (huyện lỵ) và 6 xã: Đồng Tâm, Đồng Văn, Hoành Mô, Húc Động, Lục Hồn, Vô Ngại.

## Kinh tế
Sau gần 30 năm đổi mới, diện mạo của Huyện đã có sự thay đổi tích cực; đời sống vật chất của nhân dân từng bước được nâng cao; kinh tế tiếp tục phát triển. Tốc độ tăng trưởng kinh tế của Huyện trong nhiệm kỳ 2010 - 2015
luôn duy trì ở mức khá (bình quân 05
năm, nhiệm kỳ 2005 - 2010 đạt 11,15%/năm; đến 2013 đạt trên đạt 13%); cơ cấu kinh tế tiếp tục chuyển dịch theo hướng tích cực, giảm dần tỷ trọng ngành nông nghiệp, tăng tỷ trọng
ngành công nghiệp và dịch vụ (số liệu
tính đến hết năm 2013, nông nghiệp chiếm tỷ trọng 40,4%; công nghiệp 16,36%; dịch vụ 43,24%); tỷ lệ hộ nghèo
của huyện giảm từ 43,27% năm 2010, còn 16,53% năm 2013. Trong giai đoạn 5 năm (2015-2020), kinh tế tiếp tục tăng trưởng, cơ cấu kinh tế chuyển dịch tích cực, đúng hướng tăng tỷ trọng ngành dịch vụ; Huyện đã tập trung phát huy những thế mạnh, cải thiện môi trường đầu tư kinh doanh thuận lợi, tạo điều kiện cho phát triển lâm nghiệp, du lịch và thương mại biên giới. Tốc độ tăng trưởng bình quân 13,5%/năm; trong đó: giá trị sản xuất ngành dịch vụ tăng 16,52%/năm; công nghiệp-xây dựng tăng 15,94%/năm; nông nghiệp, lâm nghiệp và thủy sản tăng 6,87%/năm. Cơ cấu kinh tế, cơ cấu lao động chuyển dịch tích cực, tăng tỷ trọng bình quân ngành dịch vụ đạt 51,8%/năm; công nghiệp-xây dựng 18,86%/năm; nông nghiệp, lâm nghiệp 30%/năm. Thu nhập bình quân đầu người năm 2020 ước 37,53 triệu đồng (khoảng 1.600 USD, chưa bằng 1/4 thu nhập bình quân đầu của tỉnh); tăng bình quân 9,76%/năm và 59,3% so nhiệm kỳ trước; Mật độ dân cư thưa, không tập trung, các điểm dân cư cách xa nhau và xa trung tâm nên khó khăn trong việc đầu tư hạ tầng, cơ sở vật chất phục vụ phát triển kinh tế - xã hội; trình độ dân trí không đồng đều, trình độ, năng lực của đội ngũ cán bộ nhất là cán bộ cấp cơ sở còn nhiều hạn chế.

## Xã hội
Bình Liêu là huyện đa dân tộc (khoảng trên 96% là đồng bào dân tộc thiểu số), với 05 dân tộc chính (dân tộc Tày chiếm 58,4%, dân tộc Dao chiếm 25,6%, dân tộc Sán Chỉ chiếm 15,4%, dân tộc Kinh chiếm 3,7%, dân tộc Hoa chiếm 0,3%) tạo nên một bề dày văn hóa phong phú, đa dạng, mang một bản sắc riêng. Huyện không có nhiều đền chùa, di tích lịch sử, chỉ có duy nhất di tích lịch sử cấp tỉnh là Đình Lục Nà, thuộc xã (Lục Hồn) vừa được phục dựng lại Lễ hội vào năm 2005. Vào ngày 16/3 âm lịch chợ có lễ hội tháng 3 (người ta quen gọi là Chợ tình giao duyên) của người Sán Chỉ. Đây là một lễ hội văn hoá rất đặc sắc, đang được địa phương phục dựng và phát triển.
Năm 2020, huyện Bình Liêu có diện tích 470,76 km², dân số khoảng 33.000 người.

## Bê bối
Thanh tra tỉnh đã khám phá hàng loạt sai phạm liên quan đến việc chấp hành chính sách, pháp luật về sử dụng vốn sự nghiệp có tính chất đầu tư xây dựng cơ bản tại huyện Bình Liêu trong kết luận số 05/KL-TTr ngày 29/3/2014.

## Giao thông
Mạng lưới đường bộ trên địa bàn huyện gồm: Đường Quốc lộ 18C chạy dọc chiều dài của huyện khoảng 35 km (bắt đầu từ địa phận Bình Liêu đến trung tâm xã Đồng Văn), đường liên xã  dài hơn 100 km, đường nội thị khoảng 7,5 km, đường thôn, xóm hơn 200 km. Trong đó, đường Quốc lộ 18C là huyết mạch nối huyện Bình Liêu với các huyện thị, khu kinh tế Cửa khẩu Quốc tế Móng Cái, các trung tâm kinh tế - xã hội của tỉnh và ngược lại